# Zbigniew Szlamiński

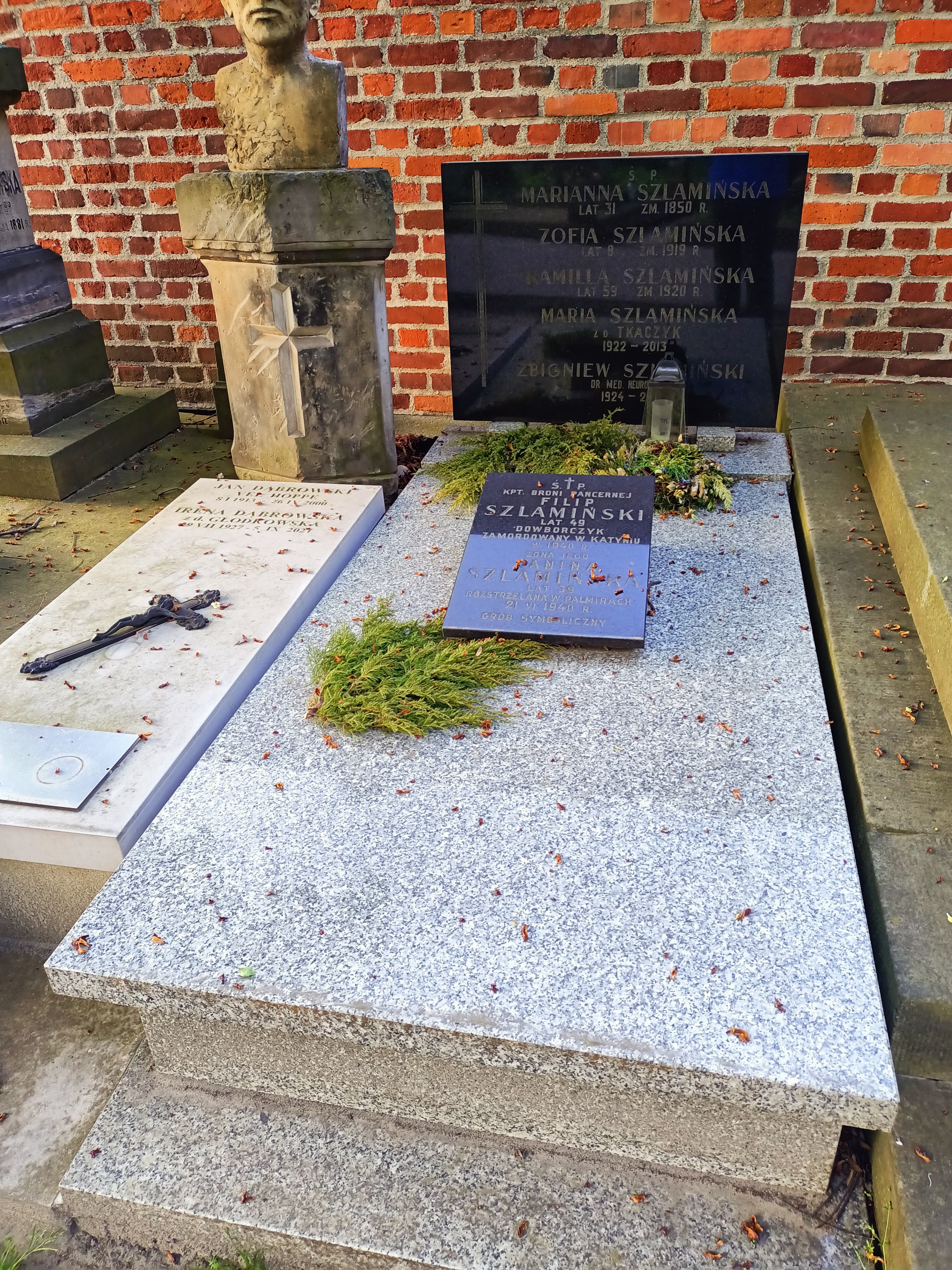
Grób Zbigniewa Szlamińskiego na cmentarzu Powązkowskim w Warszawie

Zbigniew Józef Szlamiński pseudonim Zawadzki (ur. 25 października 1924 w Warszawie, zm. 16 czerwca 2013) – polski neurochirurg, dr nauk medycznych, jeden z twórców powojennej neurochirurgii polskiej, wieloletni adiunkt Katedry i Kliniki Neurochirurgii Akademii Medycznej w Warszawie.
W czasie II wojny światowej ułan z cenzusem. Uczestnik powstania warszawskiego w ramach 1 dywizjonu 7 pułku Ułanów Lubelskich „Jeleń” AK.
Pogrzeb odbył się 20 czerwca na Starych Powązkach w Warszawie (przy IV bramie, trzeci grób).